# Бьярни Бенедиктссон
Бьярни Бенедиктссон (исл. Bjarni Benediktsson; 30 апреля 1908 — 10 июля 1970) — премьер-министр Исландии с 14 ноября 1963 до 10 июля 1970. Его отец, Бенедикт Свейнссон (1877—1954), был лидером движения за независимость Исландии и членом Альтинга с 1908 по 1931 год.

## Биография
Стал профессором юриспруденции университета Исландии в 24 года.
В 1934 г. избран в городской совет Рейкьявика, представляя консервативную Партию независимости, в 1940—1947 гг. — мэр Рейкьявика.
В 1947—1956 гг. — занимал различные министерские посты, в том числе пост министра иностранных дел, стал одним из инициаторов вступления Исландии в новообразованное НАТО в 1949. Несмотря на значительную оппозицию, и за предоставление ВВС США в аренду аэропорта Кеблавик недалеко от Рейкьявика, который был большое стратегическое значение во время холодной войны.
Бьярни был карикатурно изображен лауреатом Нобелевской премии писателем Халлдором Лакснессом в его произведении 1948 года Atómstöðin («Атомная станция»).
В 1956 г. после формирования левого правительства остался без должности и перешёл в журналистику: стал редактором Morgunblaðið, ведущей консервативной газеты.
В 1959 г. — министр юстиции в коалиционном правительстве Олафура Торса, сформированном Партией независимости и социал-демократами, был спикером Альтинга в 1959 году.
В 1961 г. избран председателем Партии независимости.
С 14 ноября 1963 г. — премьер-министр Исландии.
10 июля 1970 года погиб при пожаре на правительственной даче в Тингвеллире вместе с женой и внуком.